# Detroit Tigers

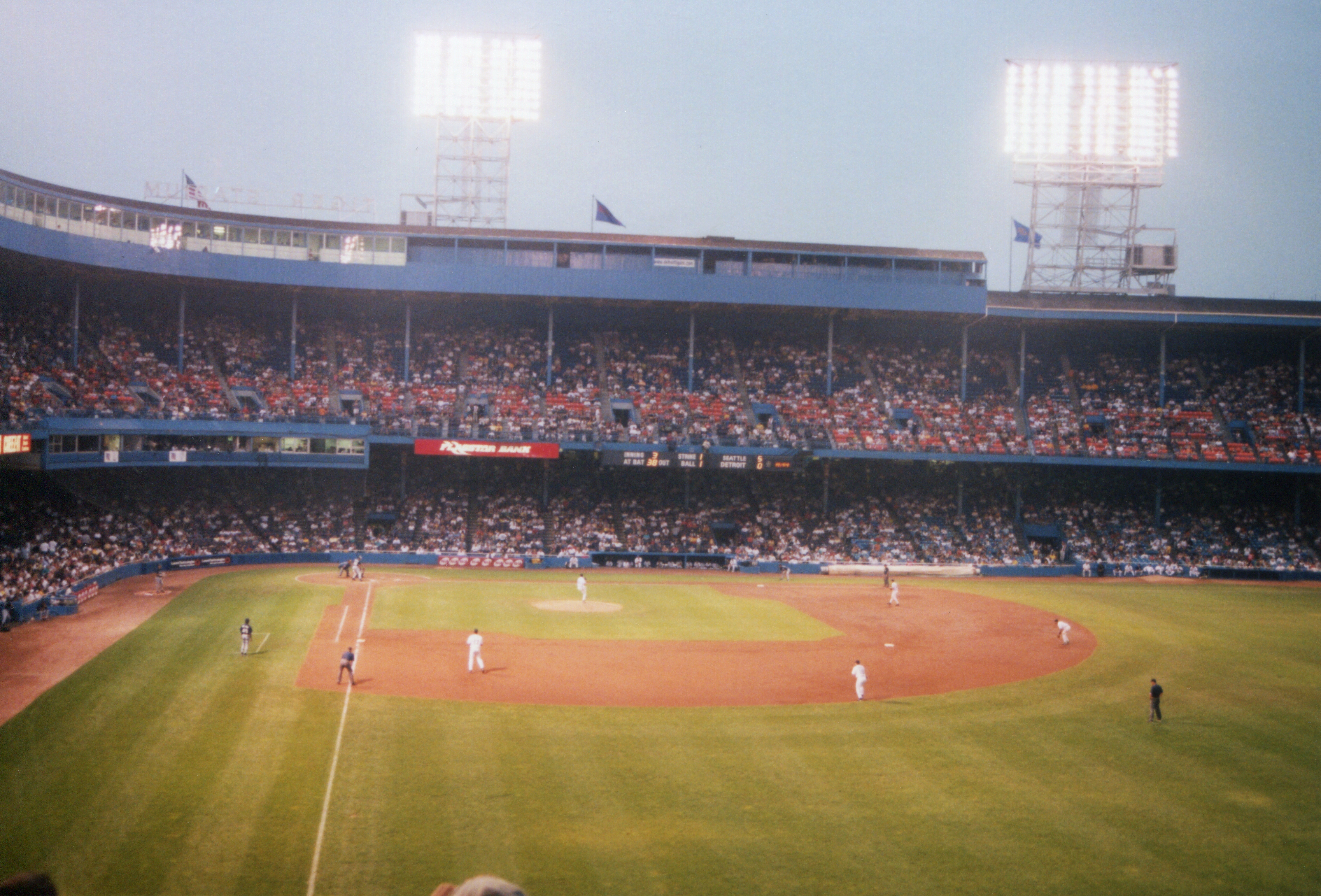
Tiger Stadium, domácí stadion Tigers, 2005

Detroit Tigers je profesionální baseballový klub z Major League Baseball, patřící do centrální divize American League.
Klub byl založen v roce 1894.
Za svou historii klub celkem desetkrát vyhrál American League, z toho čtyřikrát i následující Světovou sérii:
- Vítězství ve Světové sérii: 1935, 1945, 1968 a 1984
- Ostatní vítězství v AL: 1907, 1908, 1909, 1934, 1940, 2006 a 2012